# Роуберт Торкельссон
Роуберт Фрости Торкельссон (исл. Róbert Frosti Þorkelsson; род. 18 августа 2005) — исландский футболист, полузащитник шведского ГАИС.

## Клубная карьера
Является воспитанником «Стьярнана». 3 октября 2022 года в его составе дебютировал в чемпионате Исландии в гостевом поединке с «Брейдабликом», появившись на поле на 81-й минуте. В 2024 году вместе с командой дошёл до полуфинала кубка страны, где проиграли «Викингуру», и занял третье место в чемпионате. 11 июля 2024 года дебютировал в еврокубках, приняв участие в матчах первого квалификационного раунда Лиги конференций УЕФА с североирландским «Линфилдом».
24 января 2025 года перебрался в Швецию, где присоединился к ГАИС, с которым подписал контракт на пять лет.

## Личная жизнь
Выступал за юношеские сборные Исландии различных возрастов. В составе сборной до 19 лет принимал участие в юношеском чемпионате Европы, проходившем на Мальте. На турнире Торкельссон принял участие в трёх матчах группового этапа, а сборная заняла третье место в группе и не вышла в плей-офф.

## Клубная карьера
| Выступление      | Выступление      | Выступление      | Лига | Лига | Кубки | Кубки | Конт. кубки | Конт. кубки | Итого | Итого |
| Клуб             | Лига             | Сезон            | Игры | Голы | Игры  | Голы  | Игры        | Голы        | Игры  | Голы  |
| ---------------- | ---------------- | ---------------- | ---- | ---- | ----- | ----- | ----------- | ----------- | ----- | ----- |
| Стьярнан         | Лучшая лига      | 2022             | 5    | 0    | 0     | 0     | 0           | 0           | 5     | 0     |
| Стьярнан         | Лучшая лига      | 2023             | 23   | 1    | 3     | 0     | 0           | 0           | 26    | 1     |
| Стьярнан         | Лучшая лига      | 2024             | 27   | 2    | 4     | 1     | 4           | 0           | 35    | 3     |
| Стьярнан         | Итого            | Итого            | 55   | 3    | 7     | 1     | 4           | 0           | 66    | 4     |
| ГАИС             | Алльсвенскан     | 2025             | 0    | 0    | 0     | 0     | 0           | 0           | 0     | 0     |
| ГАИС             | Итого            | Итого            | 0    | 0    | 0     | 0     | 0           | 0           | 0     | 0     |
| Всего за карьеру | Всего за карьеру | Всего за карьеру | 55   | 3    | 7     | 1     | 4           | 0           | 66    | 4     |